# Permeabilidade relativa
Em fluxo de multifase em meio poroso, a permeabilidade relativa de uma fase é uma medida adimensional da permeabilidade efetiva da referida fase. É a razão entre a permeabilidade efetiva da referida fase para a permeabilidade absoluta. Ela pode ser vista como uma adaptação da lei de Darcy a fluxo de multifase.
Para um fluxo de duas fases em meio poroso em condições de estado estacionário, podemos escrever
{\displaystyle q_{i}=-{\frac {\kappa _{i}}{\mu _{i}}}\nabla P_{i}\qquad {\text{para}}\quad i=1,2}
onde {\displaystyle q_{i}} é o fluxo, {\displaystyle \nabla P_{i}} é a queda de pressão, {\displaystyle \mu _{i}} é a viscosidade. O {\displaystyle i} subscrito indica quais parâmetros são para a fase {\displaystyle i}.
{\displaystyle \kappa _{i}} é aqui a permeabilidade de fase (i.e., a permeabilidade efetiva da fase {\displaystyle i}), como observado através da equação acima.
Permeabilidade relativa, {\displaystyle \kappa _{\mathit {ri}}}, para fase {\displaystyle i} é então definida de {\displaystyle \kappa _{i}=\kappa _{\mathit {ri}}\kappa }, como
{\displaystyle \kappa _{\mathit {ri}}=\kappa _{i}/\kappa }
onde {\displaystyle \kappa } é a permeabilidade do meio poroso no fluxo de fase única, i.e., a permeabilidade absoluta. Permeabilidade relativa pode apresentar valores entre zero e um.
Em aplicações, a permeabilidade relativa é frequentemente representada como uma função de saturação de água, no entanto, devido à histerese capilar, muitas vezes recorre-se a uma função ou curva medida sob drenagem e mede-se sob embebição. De acordo com esta abordagem, o fluxo de cada fase é inibido pela presença de outras fases. Assim, a soma de permeabilidades relativas de todas as fases é inferior a 1. No entanto, permeabilidades relativas aparentes maiores que 1 foram obtidas desde a abordagem de Darcean desconsiderou os efeitos de acoplamento viscoso derivados de transferência de momento entre as fases (ver hipóteses abaixo). Este acoplamento poderia aumentar o fluxo em vez de inibi-lo. Isto tem sido observado em reservatórios de petróleo contendo óleo pesado, quando a fase de gás flui como bolhas ou manchas (desconectado).

## Hipóteses
O forma acima para a lei de Darcy é às vezes também chamada lei de Darcy estendida, formulada para fluxo multifásico imiscível horizontal e unidimensional em meios porosos homogêneos e isotrópicos. As interações entre os fluidos são negligenciadas, de modo que este modelo assume que os meios porosos sólidos e os outros fluidos formam uma nova matriz poroso, através da qual uma fase pode fluir, o que implica que as interfaces líquido-líquido permanecem estáticas no fluxo em estado estacionário, o que é não é verdade, mas essa aproximação tem se mostrado útil de qualquer maneira.
Cada fase da saturação deve ser maior do que a saturação irredutível, e cada fase é assumida contínua no interior do meio poroso.

## Aproximações
Baseado em dados experimentais, os modelos simplificados de permeabilidade relativa como uma função da saturação de água podem ser construídos.

### Tipo Corey
Uma aproximação muitas vezes utilizada de permeabilidade relativa é a correlação Corey que é lei de potência na saturação de água {\displaystyle S_{w}}. Se {\displaystyle S_{\mathit {wi}}} (também denotada {\displaystyle S_{\mathit {wir}}}, ou  {\displaystyle S_{\mathit {wr}}}, ou  {\displaystyle S_{\mathit {wc}}}) é a saturação de água irreduzível (mínima), e {\displaystyle S_{\mathit {orw}}} é a saturação de óleo residual (mínima) após a inundação de água (note-se que é a saturação de óleo), podemos definir um valor de saturação de água normalizado (ou escalado)
{\displaystyle S_{\mathit {wn}}=S_{\mathit {wn}}(S_{w})={\frac {S_{w}-S_{\mathit {wi}}}{1-S_{\mathit {wi}}-S_{\mathit {orw}}}}}

Normalização de valores de saturação de água.

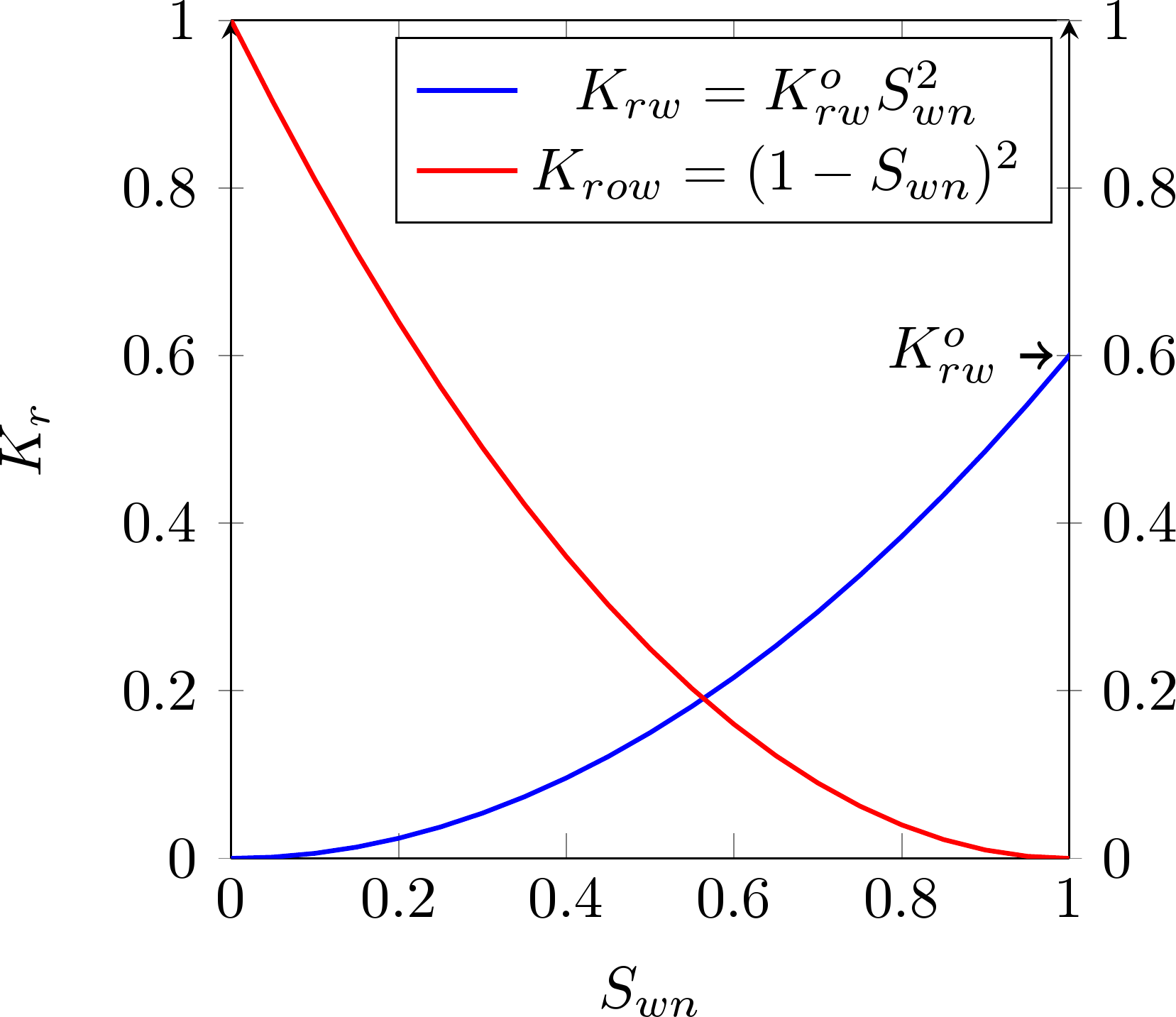
Examplo de aproximação de Corey em coordenadas normalizadas, aqui =.

As correlações de Corey da permeabilidade relativa do óleo e da água são então
{\displaystyle K_{\mathit {row}}(S_{w})=(1-S_{\mathit {wn}})^{N_{\mathit {o}}}} e
{\displaystyle K_{\mathit {rw}}(S_{w})=K{_{\mathit {rw}}^{o}}S_{\mathit {wn}}^{N_{\mathit {w}}}}
quando a base da permeabilidade é o óleo com irredutível água presente.
Note-se as propriedades desejadas
{\displaystyle {\begin{aligned}K_{\mathit {row}}(S_{\mathit {wi}})&=1&K_{\mathit {row}}(1-S_{\mathit {orw}})&=0\\K_{\mathit {rw}}(S_{\mathit {wi}})&=0&K_{\mathit {rw}}(1-S_{\mathit {orw}})&=K_{\mathit {rw}}^{o}\end{aligned}}}
Os parâmetros empíricos {\displaystyle N_{\mathit {o}}} e {\displaystyle N_{\mathit {w}}} podem ser obtidos a partir de dados medidos, quer por meio da otimização de interpretação analítica dos dados medidos, ou por meio da otimização utilizando um simulador numérico de fluxo de núcleo (core-flow) para coincidir com a experiência (muitas vezes chamado de ajuste de histórico). {\displaystyle N_{\mathit {o}}} =  {\displaystyle N_{\mathit {w}}=2} é algumas vezes apropriado. A propriedade física {\displaystyle K_{\mathit {rw}}^{o}} é chamada o ponto final da permeabilidade relativa da água, e é obtida anteriormente ou conjuntamente com a optimização de {\displaystyle N_{\mathit {o}}} e {\displaystyle N_{\mathit {w}}}.
Em caso de sistema gás-água ou sistema gás-óleo existem correlações de Corey similares a correlações de permeabilidade relativa óleo-água mostradas acima.

### Tipo LET
A aproximação Corey tem somente um grau de liberdade para a permeabilidade relativa do óleo e dois graus de liberdade para a permeabilidade da água (em {\displaystyle S_{wn}}).
A correlação LET (de Lomeland, Ebeltoft e Thomas) adiciona mais graus de liberdade para acomodar a forma de curvas de permeabilidade relativa em experimentos SCAL.

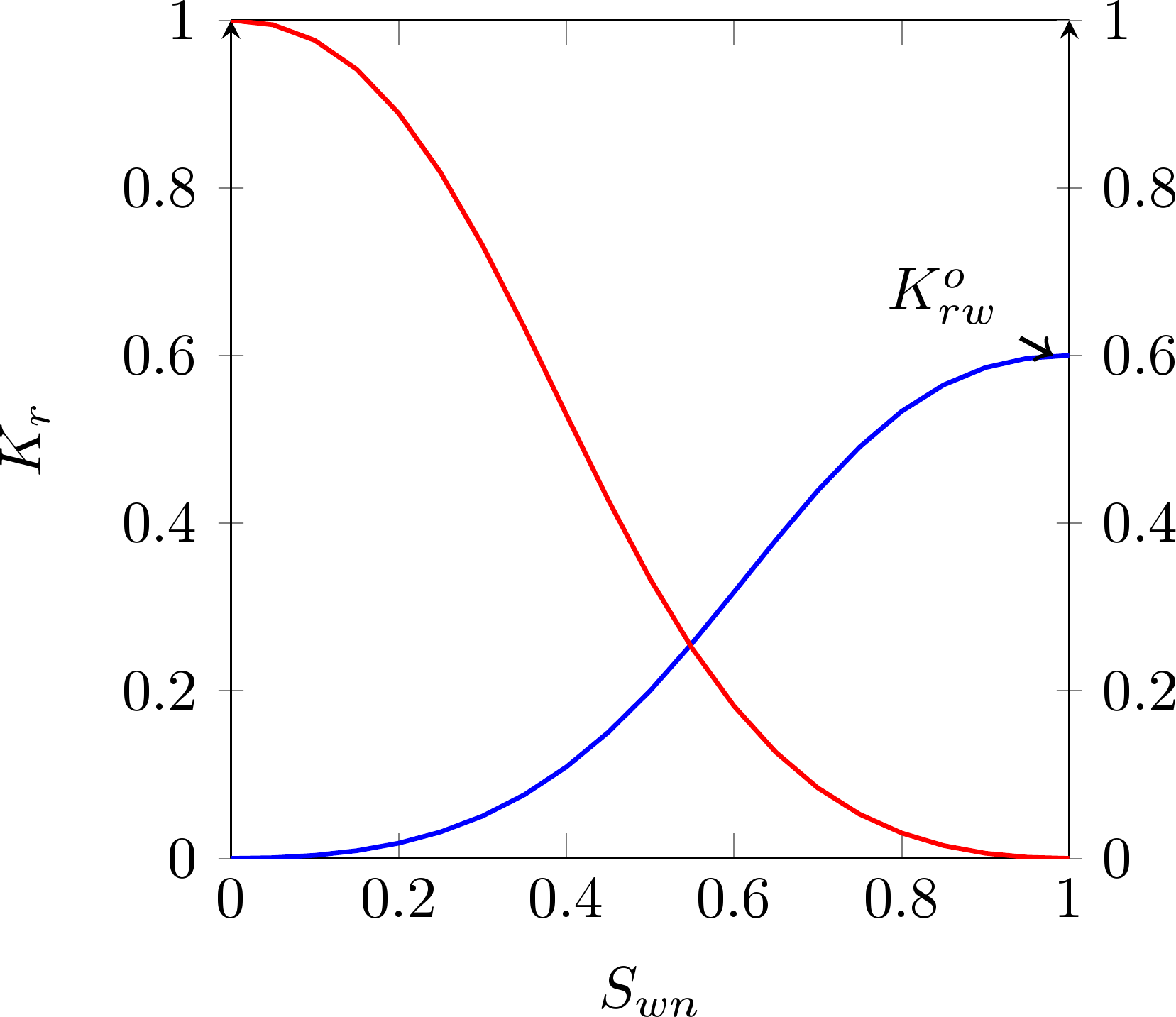
Exemplo de correlação LET com L,E,T todos iguais a 2, e. Coordenadas normalizadas.